# Сребрна боја
Сребрна боја представља једну од нијанси сиве боје којом се покушава представити боја, али и одсјај углачаног метала тако да се користи и термин металик сива. Једна је од основних VGA и веб (HTML) боја. Када се користи у хералдици, под термином сребрна боја се подразумева бела што се означава речју Argent, а симболички представља мир и честитост.